# A. Tom Grunfeld
Pour les articles homonymes, voir Grunfeld.
A. Tom Grunfeld est professeur d'histoire à l’université d'État de New York (faculté de l'Empire State), spécialisé dans l’histoire moderne de l’Asie orientale, et plus particulièrement de la Chine, du Tibet, du Japon et du Vietnam. Il est connu notamment pour son livre The Making of Modern Tibet, paru en 1987.

## Biographie
Il est titulaire d'une licence de l'université d'État de New York (faculté d'Old Westbury) (1972), d'une maîtrise en histoire de la Chine de l'université de Londres (École des études orientales et africaines) (1973) et d'un doctorat en histoire moderne chinoise de l'université d'État de New York (1985),. 
Il a bénéficié de nombreuses bourses de voyage et de recherche, entre autres de la Dotation nationale pour les humanités (1984), de la Fondation de recherche de l'université de la ville de New York (1985), de l'université d'État de New York, de la Fondation Ford (1993) et du programme Fulbright (2009). 
Il a été consultant pour la BBC. 
Il est membre de l'Association d'amitié entre les peuples américain et chinois (US–China Peoples Friendship Association), et un rédacteur de sa revue New China.
Il est connu notamment pour son livre The Making of Modern Tibet, paru en 1987.

## Accueil critique
Pour les écrivains Anthony James Joes et Paul O. Ingram, Grunfeld est un apologiste du régime chinois,.
Pour John Powers, professeur de l'université nationale australienne, plusieurs auteurs tibétains ont contesté The Making of Modern Tibet à sa parution et rejeté nombre de ses conclusions. Ils s'en sont pris à l'honnêteté de l'auteur et lui ont dénié toute autorité à écrire sur le Tibet, arguant du fait qu'il ne parle pas le tibétain.  
John Powers affirme que Grunfeld, dont il compare les écrits à ceux d’Israel Epstein, endosse avec enthousiasme la version chinoise des événements utilisant le même vocabulaire que les écrivains chinois pour décrire les conditions au Tibet d'avant 1950. The making of modern Tibet comprend de nombreux jugements sévères au sujet de l’ancien Tibet, mais il ne donne aucune indication qu’il ait pu visiter le pays, soit avant, soit après l’annexion chinoise, il n’a pas non plus interviewé de réfugiés tibétains. Il ne parle ni ne lit le tibétain, et ne cite aucune expérience de travail de terrain parmi ses sujets. En dépit de ces faiblesses, il affirme penser avoir vérifié la réalité de l’ancien Tibet. Pour ce faire, il rejette les comptes rendus des Tibétains ayant vécu au Tibet, et ceux des voyageurs occidentaux qui ont présenté une image positive, et privilégie les comptes rendus occidentaux présentant le Tibet sous un aspect négatif. Dans le calcul de Grunfeld, un compte rendu négatif joue toujours contre un autre positif, et un visiteur occidental au Tibet est toujours plus crédible qu’un Tibétain qui a vécu.
Selon Jamyang Norbu, un partisan de l'indépendance du Tibet, Grunfeld a été membre de la US-China Peoples Friendship Association et a collaboré à la revue New China. De plus, il ne parle ni le chinois ni le tibétain.
Le sinologue et tibétologue américain Elliot Sperling affirme que dans son ouvrage The Making of Modern Tibet, A. Tom Grunfeld écrit dans l'édition de 1987 que le traité d'amitié et d'alliance entre le gouvernement de Mongolie et le Tibet semble être un cas classique de « désinformation » des autorités russes coloniales en Mongolie, une évaluation qu'il a supprimée de l'édition de 1996, dans laquelle il qualifiait le traité d'allégation.
Pour Victor et Victoria Trimondi, A. Tom Grunfeld est la victime de l'accusation systématique de relais de la propagande communiste de Pékin que Dharamsala brandit face à toute analyse historique du Tibet s'efforçant d'être neutre. Ainsi, son livre très bien documenté selon les Trimondi, se trouve qualifié, dans Tibetan Review de « présentation sophistiquée de la version des événements selon Pékin ». Tout en reconnaissant que le livre contient nombre d'informations ignorées des pro-Tibétains et que le professeur Grunfeld tente d'être impartial, l'auteur de la critique déclare que les [points de vue] sino-centrique et marxiste de l'auteur sont si prononcés qu'il est incapable de les maîtriser. Cette critique publiée par la Tibetan Review sous le titre The making of a modern propaganda a pour auteur Adrian Moon.

## Publications

### Livres
- (en) The making of Modern Tibet, première édition : 1987, seconde édition : M.E. Sharpe, 1996, 352 p.  (ISBN 978-1-56324-714-9),  (ISBN 978-1-56324-714-9) - compte rendu de la première édition : John Dolfin, The Making of Modern Tibet by A. Tom Grunfeld, The China Quarterly, vol. 16, December 1988, pp. 848-849

- (en) On Her Own: Journalistic Adventures from the San Francisco Earthquake to the Chinese Revolution, 1917-1927, 1993

- (en) The Vietnam War: A History in Documents (avec Marilyn Young et John Fitzgerald), 2001

### Chapitres d'ouvrage collectif
- (en) Tibet and the United States, in 18th IPSA World Congress, Québec, Canada, 1-5 août 2000

- (en) Tibet and the United States, in Barry Sautman and June Teufel Dreyer (sous la direction de), Contemporary Tibet: politics, development, and society in a disputed region, M. E. Sharpe, Armonk, New York - London, England, 2006, 360 p., p. 319-349

- (en) The Advantages and Perils of Globalization: The Case of Tibet, in As China Meets the World: China’s Changing Position in the International Community, edited by Susanne Weigelin-Schwiedrzik, Agnes Schick-Chen, and Sascha Klotzbücher (Vienna:Verlag der Österreichischen Akademie der Wissenschaften [Austrian Academy of Sciences Press]), 2006

### Articles de revue
- (en) Research Note. Innovations in Post-Secondary Education in China, China Quarterly, 281, 1982

- (en) "God We Had Fun". The CIA in China and Sino-American Relations, Critical Asian Studies, Volume 35, Number 1, March 2003

### Comptes rendus
- (en) Compte rendu de Lee Feigon, Demystifying Tibet: Unlocking the Secrets of the Land of the Snows (Ivan R. Dee, Chicago, 1996), H-Asia, juin 1997

- (en) Compte rendu de Tashi Jong, A Traditional Tibetan Community in Exile, H-Asia, H-Net Reviews, février 2000

- (en) The Dalai Lama and the Nobel Prize: Correcting a Musunderstanding, reproduit sur le blogue The China Beat, 4 février 2009

- (en) Round Eyes in the Middle Kingdom and They Chose China, compte rendu, in Critical Asian Studies, rubrique Film Reviews, Volume 41, Number 2, June 2009